# Fragmentacja plechy
Fragmentacja plechy to sposób rozmnażania bezpłciowego, w którym organizm macierzysty rozpada się na kawałki z których powstaje nowy organizm. Nowe organizmy, które powstają w taki sposób są identyczne po osiągnięciu końcowej fazy wzrostu. Gdy ją osiągną jednocześnie rozpadają się na kawałki, z których powstają nowe organizmy. Występuje u niektórych roślin, grzybów, porostów i glonów.
Fragmentacji ulegać mogą także organizmy niektórych zwierząt, np. gąbek, czy parzydełkowców.